# Израиль (Космин)
Израиль (в миру Иван Космин; 1748—1836) — схимник, старец-подвижник в Смоленской губернии. 
Иван Космин родился около 1748 года в городе Малоярославце; по происхождению мещанин. Сведений о его мирской жизни не имеется. 
В 1825—1827 годах он, уже постриженный при живой жене в схиму с именем Израиля, поселился в пещере в густом лесу близ села Дедова Духовщинского уезда Смоленской губернии; в этой же пещере он и скончался 27 октября 1836 года. 
После смерти его открылось, что он носил вериги и власяницу. Он был искренно-верующий и истинно-благочестивый старец, вызывавший своей святой аскетичной жизнью глубокое почтение всех его знавших и искавших у него совета и утешения.